# Francisco Tello Tortajada
Francisco Tello Tortajada (abril 1898, Cosuenda, Zaragoza - enero 1966, México DF). Sindicalista español, condenado el 19 de febrero de 1934 por el asesinato del estudiante Matías Montero, ocurrido diez días antes.

## Biografía
Sindicalista socialista desde 1915, pasó por UGT, Sindicato de Obreros Municipales de Madrid, Sindicato de Tallistas de Madrid y Sindicato de Escultores en Bilbao. Miembro también de las  Juventudes Socialistas desde 1918.
El 9 de febrero de 1934, acompañado por otro pistolero, asesinó al estudiante y militante falangista Matías Montero en Madrid. Detenido en su fuga con el arma homicida, el 19 de febrero de 1934 fue condenado a 21 años y 6 meses de prisión y a 2 años más por tenencia ilícita de armas. En el juicio se alude a una supuesta organización violenta a la que Tello pertenecería, aunque este extremo no ha podido ser demostrado.

En efecto, el 9 de febrero de 1934, acribilló por la espalda al estudiante de medicina de 21 años de edad Matías Montero, miembro de la SEU, en la calle Álvarez Mendizábal de Madrid.

A producirse el golpe de Estado de julio de 1936 se incorporó a las milicias. Formó parte del Batallón Asturias, primero, y de la Brigada Motorizada, después. En septiembre de 1936 pasó como comisario a la Jefatura de la Tercera Región Aérea y Fábricas 3-16 y 9 y 10 y comandante de la Escuadrilla «Malraux». Participó en las operaciones militares de Somosierra, Medellín (Badajoz), Málaga y Teruel.

Acabada la Guerra civil española pasó a Francia y luego a México, donde trabajó en una carpintería de Veracruz. Murió en la Ciudad de México en 1966, a los 67 años de edad.